# Дженоа
«Дже́ноа» (итал. Genoa CFC) — итальянский профессиональный футбольный клуб из города Генуя, в одноимённой провинции в регионе Лигурия. «Дженоа» является старейшим и одним из наиболее титулованных клубов Италии, команда девять раз выигрывала чемпионат Италии. Генуэзцы доминировали в Италии во время проведения любительских чемпионатов, с 1898 по 1900 год «Грифоны» выиграли три первых розыгрыша чемпионата Италии.

## История
История самого клуба «Дженоа» начинается в 1893 году. Он официально основан 7 сентября 1893 года как крикетный клуб. Изначально назывался «легкоатлетический и крикетный клуб Дженоа». В первые годы существования этого спортивного сообщества его члены участвовали исключительно в соревнованиях по крикету и лёгкой атлетике. В то время клуб был представлен англичанами, приехавшим из-за рубежа. А жизнь футбольного клуба начинается на 4 года позже, в 1897 году. 10 апреля 1897 года Джеймс Ричардсон Спенсли открыл футбольную секцию клуба «Дженоа».
Футбольный клуб принял участие в первом чемпионате Италии в 1898 году. Первый матч был сыгран против туринского клуба «Торино», с этой победы клуб начал свой путь к трофеям. Этот розыгрыш закончился для «Дженоа» победой, там они и выиграли свой первый трофей. Клуб становится чемпионом также в 1899 и 1900 годах.
В 1908 году клуб первый раз в своей истории столкнулся с «лимитом на легионеров». Главной особенностью стало в том, что это был не просто лимит, а абсолютный запрет на иностранных игроков, которые на тот момент составляли основной «фундамент» команды. Эта причина и стала ключевой, из-за которой команде пришлось пропустить очередной розыгрыш чемпионата. На следующий сезон федерация футбола изменила своё отношение к лимиту на легионеров и поменяла их полностью, и клуб смог возобновить свои выступления с рядом новых игроков.

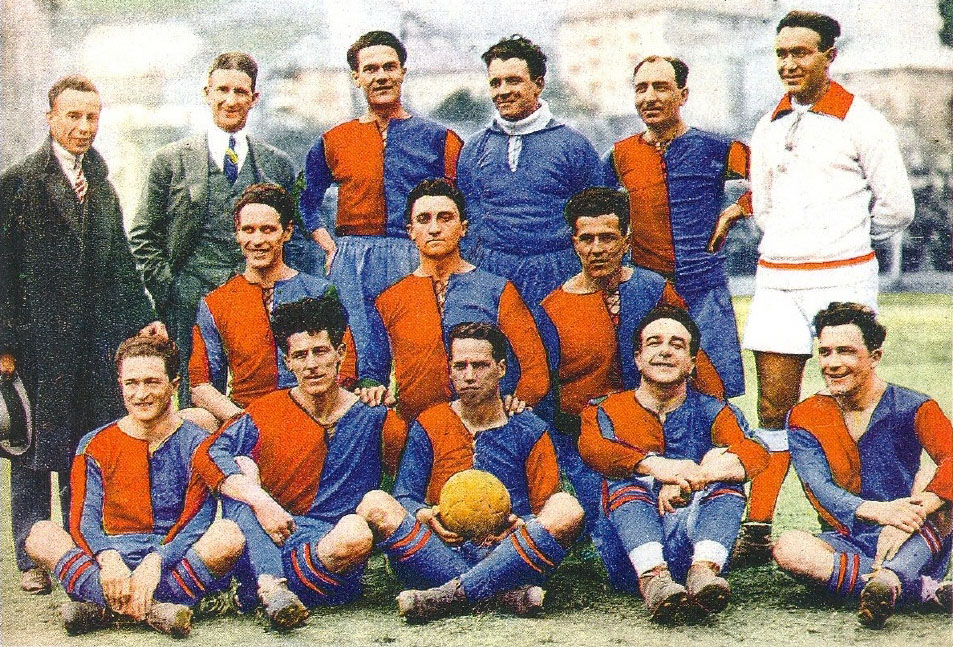
Последняя команда из Генуи, выигравшая чемпионат Италии по футболу в 1924 году

После того как закончилась Первая мировая война, команду ждал серьёзный период восстановления, потому что на фронтах происходили кровопролитные бои, где погибло немало игроков команды. Первый трофей после войны был завоёван в сезоне 1922/23. Клуб смог закрепиться на самом верху в следующем розыгрыше, который стал для команды последним успехом. После победного сезона к трофею команде долго не могла подобраться. Только в 1929 и 1930 году команда смогла завоевать серебро в чемпионате. После чего команда смогла завоевать бронзу только спустя 7 лет, но этому предшествовал вылет в Серию В.
Вторая мировая война снова нанесла очень сильный удар по «Дженоа». Рана оказалась настолько серьёзной, что вернуть себе былую славу и трофеи уже не удавалось. О погоне за титулами в верхней части турнирной таблице оставалось только мечтать.
В 1950/60 годы ничего значительного в истории клуба не происходило, кроме вылета в Серию В. Но команды решила не останавливаться и в 1970 году решила попробовать себя в Серии С. Пребывании в Серии С по душе команде не пришлось, а возвращение в высший дивизион произошло только в сезоне 1973/74.
В целом в 70-е, 80-е, 90-е годы клуб стал постоянным обитателем низших дивизионов, часто менял тренеров и был нестабилен финансово. Клуб переживал серьёзный кризис.
Новая эра в команде пришла с приходом в клуб Джан Пьеро Гасперини, который пришёл в «Дженоа» в 2006 году и вывел клуб в футбольную элиту Италии, составив конкуренцию за повышение в классе «Наполи».
В сезоне-2008/09 в клуб вернулся форвард Диего Милито, который внёс в достижение клуба немало сил. В этом сезоне команда заняла 5-е место в Серии А. При всем при этом клуб боролся за медали и путёвку в Лигу Чемпионов, но такая цель была не достигнута, в том числе из-за двух поражений в конце чемпионата от «Болоньи» и «Лацио». Клубу не хватило опыта сыграть уверенно в решающий момент.
После окончания относительно успешного сезона из клуба ушёл лидер команды Диего Милито, который перешёл в «Интер», где сделал «золотой хет-трик» за один сезон. На тот момент на замену Милито был приобретён аргентинский нападающий Родриго Паласио, который не смог оправдать надежды, хотя и забивал достаточно часто в Серии А. Также из главных усилений стоит отметить чемпиона мира 2006 года выступающий в составе сборной Италии, нападающего Альберто Джилардино. Ныне клуб стал не таким могучим как раньше и даже родные стены стадиона и болельщики не всегда помогают клубу.

## Дерби и ультрас

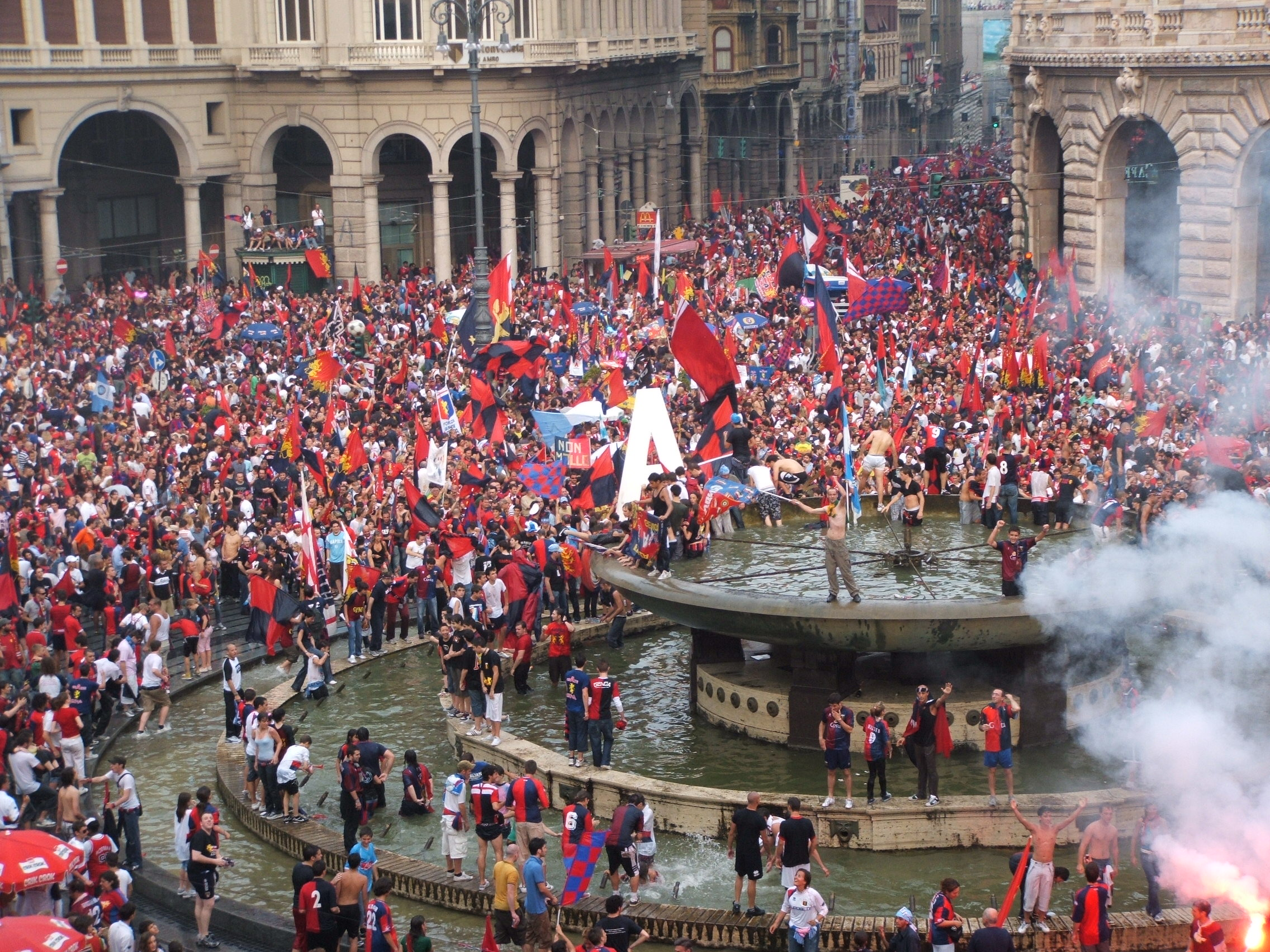
Болельщики «Дженоа» в июне 2007 года на площади Пьяцца Феррари празднуют возвращение в Серию A

У клуба «Дженоа» есть одно главное дерби, это матчи с клубом «Сампдория» (это противостояние называется «Фонарное дерби»). Друзьями считаются ультрас клубов: «Наполи», «Алессандрия», «Анкона», «Вигор Ламеция» и «Реал Овьедо».

## Достижения

### Национальные
- Чемпионат Италии (Серия A)

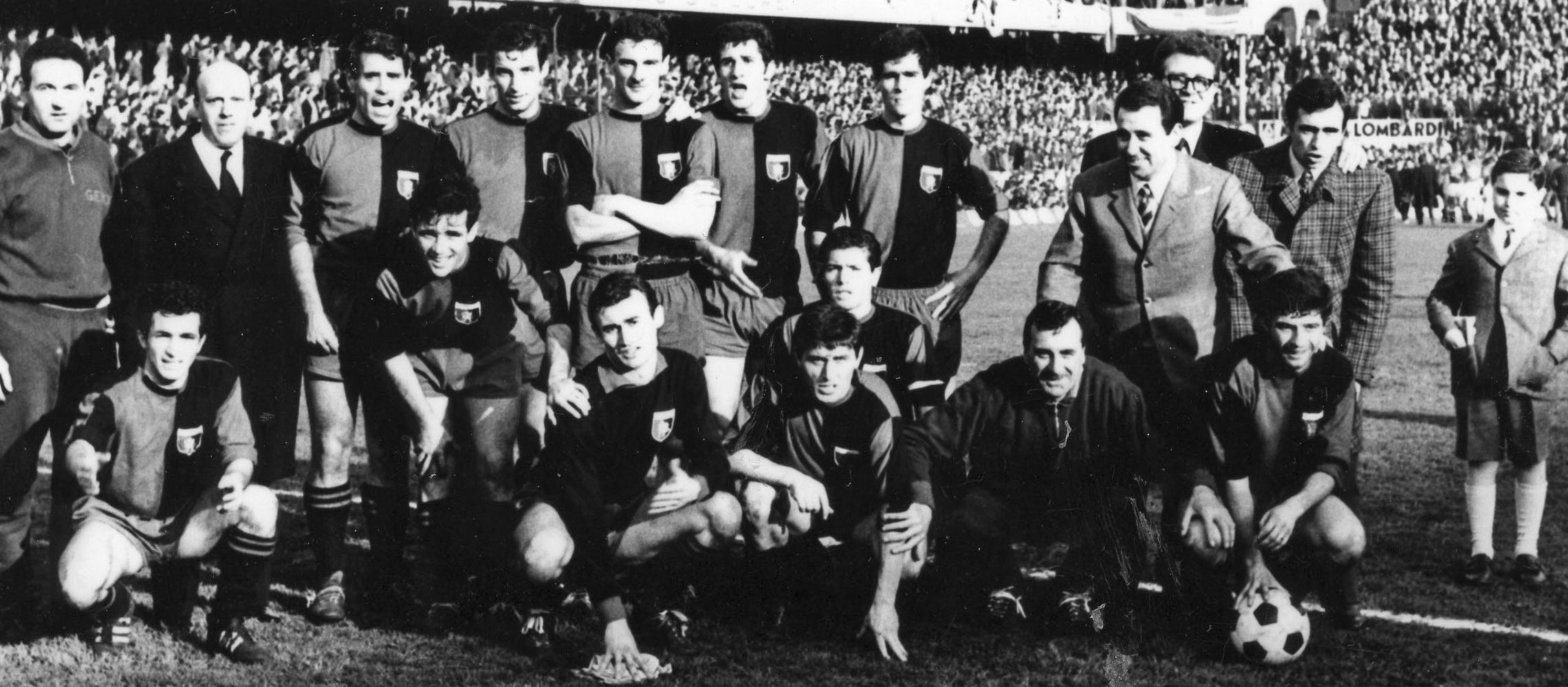
«Дженоа» празднует победу в Кубке Альп 1962 года

  - Чемпион (9): 1898, 1899, 1900, 1902, 1903, 1904, 1914/15, 1922/23, 1923/24
  - Вице-чемпион (4): 1901, 1905, 1927/28, 1929/30
- Чемпионат Италии (Серия B)
  - Чемпион (6): 1934/35, 1952/53, 1961/62, 1972/73, 1975/76, 1988/89
- Серия C
  - Чемпион: 1970/71
- Кубок Италии по футболу
  - Обладатель: 1936/37
  - Финалист: 1939/40

### Международные
- Кубок Митропы
  - Финалист: 1989/90
- Кубок Альп
  - Обладатель (2): 1961/62, 1963/64
- Англо-итальянский кубок
  - Обладатель (2): 1994/95
- Кубок УЕФА
  - Полуфиналист: 1991/92

## Стадион

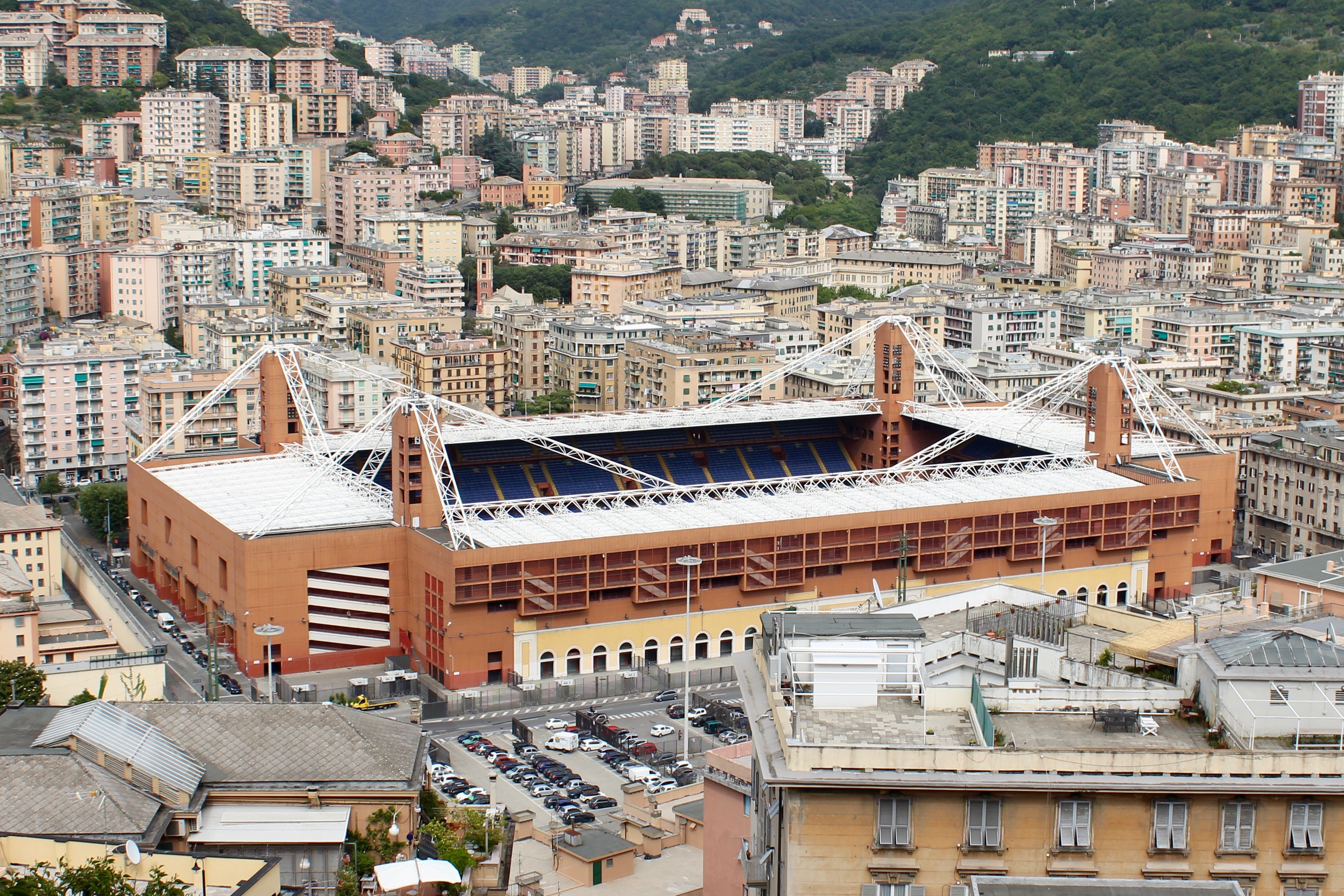
Стадион «Луиджи Феррарис»

Многофункциональный стадион «Луиджи Феррарис», является домашней ареной двух футбольных клубов: «Дженоа» и «Сампдории». Был открыт в 1911 году и является старейшим стадионом, который до сих пор используется для футбола и других видов спорта в Италии. Помимо футбола, на стадионе проводятся встречи сборной Италии по регби и, реже, концерты.
Стадион назван в честь Луиджи Феррариса (1887—1915), итальянского футболиста, инженера и солдата, погибшего во время Первой мировой войны

## Состав
| 1  | Флаг Испании | Вр  | Хосеп Мартинес        | 1998 |  |  |  |  |  |
| 16 | Флаг Италии  | Вр  | Никола Леали          | 1993 |  |  |  |  |  |
| 39 | Флаг Италии  | Вр  | Даниэле Соммарива     | 1997 |  |  |  |  |  |
|    |              |     |                       |      |  |  |  |  |  |
| 3  | Флаг Испании | Защ | Аарон Мартин Кариколь | 1997 |  |  |  |  |  |
| 4  | Флаг Бельгии | Защ | Кони де Винтер        | 2002 |  |  |  |  |  |
| 13 | Флаг Италии  | Защ | Маттиа Бани           | 1993 |  |  |  |  |  |
| 14 | Флаг Италии  | Защ | Алессандро Вольякко   | 1998 |  |  |  |  |  |
| 20 | Флаг Италии  | Защ | Стефано Сабелли       | 1993 |  |  |  |  |  |
| 22 | Флаг Мексики | Защ | Хоан Васкес           | 1998 |  |  |  |  |  |

| 33 | Флаг Уругвая  | Защ | Алан Маттурро      | 2004 |  |  |  |  |  |
|    |               |     |                    |      |  |  |  |  |  |
| 2  | Флаг Норвегии | ПЗ  | Мортен Торсбю      | 1996 |  |  |  |  |  |
| 17 | Флаг Украины  | ПЗ  | Руслан Малиновский | 1993 |  |  |  |  |  |
| 32 | Флаг Дании    | ПЗ  | Мортен Френдруп    | 2001 |  |  |  |  |  |
| 47 | Флаг Хорватии | ПЗ  | Милан Бадель       | 1989 |  |  |  |  |  |
| —  | Флаг Бельгии  | ПЗ  | Леандр Куавита     | 2004 |  |  |  |  |  |
|    |               |     |                    |      |  |  |  |  |  |
| 18 | Флаг Ганы     | Нап | Калеб Экубан       | 1994 |  |  |  |  |  |
| 30 | Флаг Бразилии | Нап | Жуниор Мессиас     | 1991 |  |  |  |  |  |

## Количество сезонов по дивизионам
| Дивизион | Количество сезонов | Дебют   | Последний сезон |
| -------- | ------------------ | ------- | --------------- |
| A        | 83                 | 1898    | 2024/25         |
| B        | 34                 | 1934/35 | 2022/23         |
| C        | 2                  | 1970/71 | 2005/06         |

## Форма

### Домашняя
| 2009/10 | 2010/11 | 2011/12 | 2012/13 | 2013/14 | 2014/15 | 2015/16 | 2016/17 | 2017/18 | 2018/19 | 2019/20 |
| 2020/21 | 2021/22 | 2022/23 | 2023/24 | 2024/25 |         |         |         |         |         |         |

### Гостевая
| 2009/10 | 2010/11 | 2011/12 | 2012/13 | 2013/14 | 2014/15 | 2015/16 | 2016/17 | 2017/18 | 2018/19 | 2019/20 |
| 2020/21 | 2021/22 | 2022/23 | 2023/24 | 2024/25 |         |         |         |         |         |         |

### Резервная
| 2009/10 | 2010/11 | 2011/12 | 2015/16 | 2016/17 | 2017/18 | 2018/19 | 2019/20 | 2020/21 | 2021/22 | 2022/23 |
| 2023/24 | 2024/25 |         |         |         |         |         |         |         |         |         |

#### Специальная
| 2009/10 | 2009/10 | 2024/25 |

Источники:,